# Sedum atratum
La vernicularia oscura  (Sedum atratum)  es una planta de la familia  de las crasuláceas.

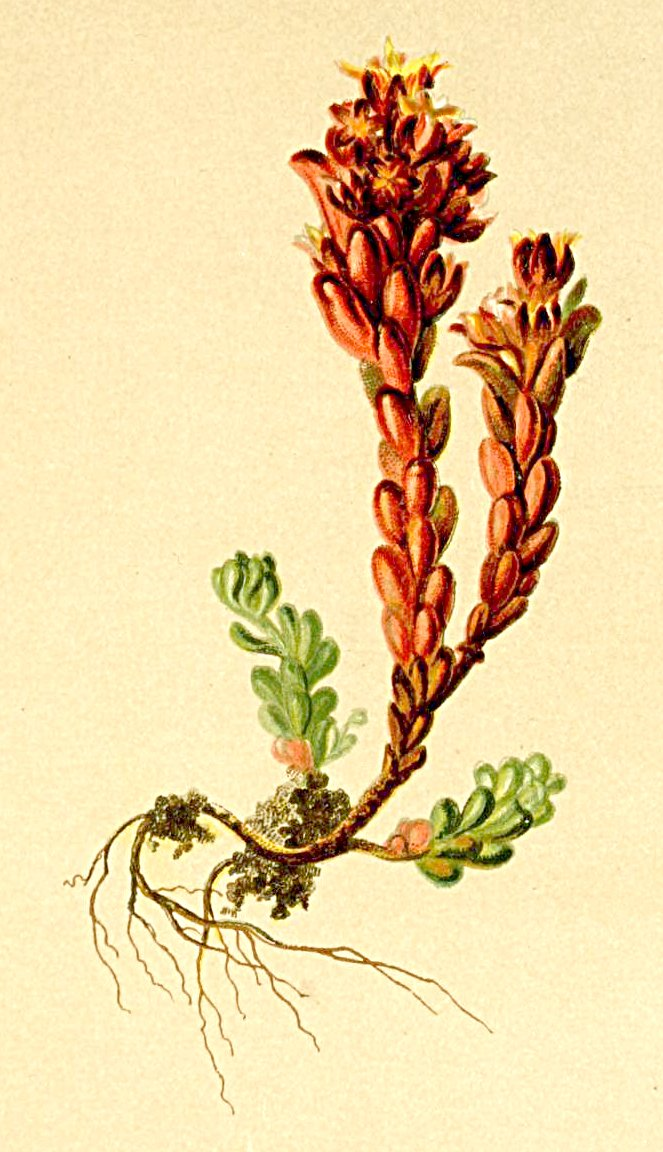
Ilustración

## Descripción
Planta anual, lampiña. Tallos erectos, rojizo-oscuros. Hojas de 4-6 mm, alternas, oblongas, a menudo rojizas. Flores de 5 mm, de color crema, con líneas rojas, de 5-6 pétalos y doble número de estambres, en inflorescencias terminales compactas.

## Distribución y hábitat
En los Alpes y en los Pirineos. Se adapta a los suelos menos favorables. Su nombre de especie se refiere (latín atratus= enlutado) al color oscuro de sus tallos.

## Taxonomía
Sedum atratum fue descrita por Carlos Linneo y publicado en Species Plantarum, Editio Secunda 1673. 1763.
Citología
Números cromosomáticos de Sedum atratum (Fam. Crassulaceae) y táxones infraespecíficos: n=18
Etimología
Etimología
Ver: Sedum
atratum: epíteto latino que significa "negro".
Sinonimia
- Sedella atrata (L.) Fourr.
- Sedella carinthiaca (Hoppe ex Pacher) Á.Löve & D.Löve
- Sedum carinthiacum (Hoppe ex Pacher) Fritsch
- Sedum erubescens Sennen
- Sedum rivasgodayi A.Segura[5]

## Nombres comunes
- Castellano: vermicularia oscura.[6]